# Chantal
Chantal (em crioulo, Chantal), é uma comuna do Haiti, situada no departamento do Sul e no arrondissement de Les Cayes.
De acordo com o censo de 2003, sua população total é de 27.935 habitantes.